# Haus Haaren
Das Haus Haaren ist eine abgegangene Burg der Grafen von der Mark im Stadtteil Haaren der westfälischen Stadt Hamm.

## Geschichte
Das Haus Haaren diente den Grafen von der Mark zur Sicherung der Grenze gegen das Bistum Münster an der Lippe. Zudem kontrollierte es eine dortige Holzbrücke über den Fluss. Das den ursprünglichen Namen des Hauses führende Geschlecht von Horne verkaufte das Haus 1337 an Dietrich Harmen. Zu diesem Zeitpunkt war der Besitz aber schon zwischen zwei Familien geteilt. Die andere Hälfte besaßen bis 1621 die von der Recke. Erst durch die in diesem Jahr vollzogene Hochzeit zwischen Konrad von der Recke und Gerberga von Wylich, der Witwe des Johann Wilhelm Harmen, wurden beide Teile wieder vereint. 1763 kam das Haus an die Linie Haaren-Uentrop und wurde nicht mehr bewohnt. 1839 wurde der Rittersitz als verfallen bezeichnet und 1851 brach man das unbewohnte Haus ab. 

## Beschreibung
Die Burg lag ursprünglich auf einer Insel am Nordufer der Lippe. Das vorletzte Herrenhaus ist nach einem Wappen 1559 durch die von Harmen errichtet und zu Beginn des 18. Jahrhunderts erneuert worden. 1816 erfolgte ein Neubau als einfaches Fachwerkhaus mit angebautem Schuppen. Die Wirtschaftsgebäude waren in Fachwerkbauweise errichtet. Im digitalen Geländemodell lässt sich noch der ursprüngliche Gräftenverlauf erkennen, von dem nur noch der Südteil erhalten ist. Demnach besaß die große Anlage ursprünglich eine unregelmäßig dreieckige Form.